# Universidad de Economía Mundial y Diplomacia
La Universidad de Economía Mundial y Diplomacia (UWED, por sus siglas en inglés) es un centro de educación superior público que se encuentra en Taskent, la capital de Uzbekistán. Fue fundada el 23 de septiembre de 1992 por decreto del presidente Islom Karimov para formar a los futuros líderes del país.
La universidad usbeka es una institución pública que brinda educación al servicio de los intereses de la política exterior de Uzbekistán y contribuye al desarrollo de la sociedad y del individuo. La universidad tiene una sólida red de exalumnos.

## Academia
La UWED ha completado la transición a un sistema integral de educación, que ofrece un programa de grado de cinco años en la licenciatura y un programa de maestría de dos años. La universidad mantiene suficiente profundidad de becas para ofrecer el doctorado en disciplinas académicas seleccionadas.
La formación en las materias de relaciones internacionales, ciencias políticas, economía global y derecho es impartida por tres departamentos, 22 cátedras y ocho centros y es impartida por 16 profesores titulares, más de 70 titulares de títulos de Doctor o Candidato en Ciencias, 55 profesores asociados y 87 profesores calificados. Las facultades para las licenciaturas son Relaciones Económicas Internacionales, Relaciones Internacionales y Derecho Internacional.